# Ліннея Лейно
Ліннея Лейно (фін. Linnea Leino, нар. 17 лютого 1994 року) ― фінська акторка театру і кіно.
Лейно брала участь у 12 сезоні розважальній передачі «Падіння» (фін. Putous) навесні 2020 року; до цього вона знялась у серіалах «Геймер: DragonSlayer666» (фін. Nörtti: DragonSlayer666) та «Дорослі» (фін. Aikuiset). ДІвчина виконала одну з головних ролей у фільмі «Дівчата», премʼєра якого відбулася у 2022 році на кінофестивалі «Санденс».

## Біографія
Ліннея Лейно почала навчатися на акторку в Університеті Тампере на програмі акторської майстерності (фін. Näty) у 2016 році. Через роботу батька дівчина разом з батьками переїхала у шестирічному віці до Франції, де й пішла до школи. Під час навчання у старших класах у Гельсінській французько-фінській школі Лейно протягом року навчалася за обміном в італійському селі Бреда-Чізоні. Після закінчення шкільної освіти Лейно протягом року навчалась на театральному напрямі Народного училища міста Лагті. Окрім фінської й англійської, акторка також володіє французькою та італійською мовами.

## Нагороди
Ліннея Лейно отримала першу премію Юссі у номінації «Спалах світла на екрані» у 2023 році за ролі у фільмах «Дівчата» і «Фунтова комедія» (фін. Punttikomedia) і «Герої Полярного кола 4» (фін. Napapiirin sankarit 4). У 2024 вона отримала премію Юссі в номінації «Улюблений актор публіки» за роль у фільмі «Лапуа 1976» (фін. Lapua 1976).

## Фільмографія

### Фільми
| Рік             | Фільм               | Оригінальна назва       | Роль        |
| --------------- | ------------------- | ----------------------- | ----------- |
| 2021            | Картопля            | Peruna                  | Кіллісільмя |
| 2022            | Дівчата             | tytöt tytöt tytöt       | Емма        |
| Фунтова комедія | Punttikomedia       | Сійрі                   |             |
| 2023            | Лапуа 1976          | Lapua 1976              | Кайса       |
| 2023            | Спеде               | Spede                   | Кайса       |
| 2024            | Після нас хоч потоп | Jälkeemme vedenpaisumus | Юлія        |

### Телевізійні серіали
| Рік       | Серіал                  | Оригінальна назва       | Роль           |
| --------- | ----------------------- | ----------------------- | -------------- |
| 2017–2019 | Геймер: DragonSlayer666 | Nörtti: DragonSlayer666 | Destroyer911   |
| 2019–2022 | Дорослі                 | Aikuiset                | Піллумінаті    |
| 2020      | Падіння                 | Putous                  | декілька ролей |
| 2021      | Колір зла               | Pahan väri              | Мінні          |
| 2022      | Синій янгол             | Sininen enkeli          | Оуті           |
| 2022      | Вихід                   | Exit                    | Сірпа Бем      |
| 2022      | Милі діти               | Rakkaat lapset          | косметолог     |
| 2023      | Гормони!                | Hormonit!               | Лемпі Салоніус |
| 2024      | Пульс                   | Syke                    | Лілі Аалто     |
| 2024      | Пробач за це            | Sori siitä              | Санна Санта    |